# Berasdhoo
Berasdhoo est une petite île inhabitée des Maldives. L'île est connue pour être, avec sa voisine Gan, un des lieux où a été tourné le film Rogue One: A Star Wars Story (décors de la planète Scarif)

## Géographie
Berasdhoo est située au Sud des Maldives, à l'Est de l'atoll Hadhdhunmathi, dans la subdivision de Laamu. Elle est reliée par un pont à sa voisine Mahakanfushi. Elle se trouve à environ 250 km de la capitale Malé.